# فأر جيبي محزم
فأر جيبي محزم (الاسم العلمي: Perognathus fasciatus) هو نوع من الحيوانات يتبع جنس فأر جيبي حريري من فصيلة الغوفرية.